# Dieter Renner
Dieter Renner  (* 18. Dezember 1949 in Giengen an der Brenz; † 28. Mai 1998 in Ruit auf den Fildern) war ein deutscher Fußballtrainer und früherer Fußballprofi beim damaligen Zweitligisten Stuttgarter Kickers. Renner wurde als Mittelfeld- und Abwehrspieler eingesetzt.

## Stationen als Spieler
| Saison    | Liga          | Verein              | Spiele | Tore |
| --------- | ------------- | ------------------- | ------ | ---- |
| 1974/1975 | 2. Bundesliga | Stuttgarter Kickers | 37     | 4    |
| 1975/1976 | 2. Bundesliga | Stuttgarter Kickers | 35     | 4    |
| 1976/1977 | 2. Bundesliga | Stuttgarter Kickers | 33     | 2    |
| 1977/1978 | 2. Bundesliga | Stuttgarter Kickers | 37     | 3    |
| 1978/1979 | 2. Bundesliga | Stuttgarter Kickers | 35     | 1    |
| 1979/1980 | 2. Bundesliga | Stuttgarter Kickers | 13     | 1    |
| 1980/1981 |               | 1. Göppinger SV     |        |      |
| Summe     | Summe         | Summe               | 190    | 15   |

Renner debütierte 1974 in der 2. Bundesliga und absolvierte in seiner ersten Spielzeit gleich 37 von 38 Spielen und erzielte dabei vier Tore, in einer Spielzeit, in der sein Verein nur knapp dem Abstieg entging. Bereits ein Jahr zuvor hatte Renner in der Regionalliga Süd, damals der zweithöchsten Spielklasse im deutschen Fußball, zum Kader der Stuttgarter gehört. Insgesamt kam er während sechs Spielzeiten der 2. Bundesliga auf 190 Einsätze mit 15 Toren zwischen 1974 und 1979. In dieser Zeit wurde er 24-mal mit einer gelben Karte bedacht, aber nie des Platzes verwiesen.
Nach dem Ende seiner Profilaufbahn spielte er noch für den 1. Göppinger SV in der drittklassigen Oberliga Baden-Württemberg, wobei er ab 1982 nur noch unregelmäßig für den Klub auf dem Platz stand.

## Stationen als Vereinstrainer
Renner übernahm am 23. Oktober 1984 das Traineramt bei seinem früheren Verein Stuttgarter Kickers, für den er bereits vorher im Jugendbereich als Trainer tätig gewesen war. Dort blieb er bis zum Ende der Spielzeit 1986/87 Übungsleiter und führte den Klub 1987 ins Finale des DFB-Pokals, das gegen den Hamburger SV verloren wurde. Anschließend trainierte er für anderthalb Spielzeiten den Zweitligisten Kickers Offenbach, wo er am 28. Februar 1989 entlassen wurde. Danach war er für einige Monate Trainer des SV Darmstadt 98, ebenfalls in der 2. Bundesliga. Ab 1991 arbeitete er als Co-Trainer in der Bundesliga beim 1. FC Nürnberg, wo er am 10. November 1993 für knapp drei Monate den Cheftrainerposten übernahm. Nachdem Rainer Zobel zum Jahreswechsel 1993/94 das Traineramt übernommen hatte, rückte Renner zum Sportlichen Direktor auf.
Ab 1995 war Renner in Stuttgart als Lehrer für Mathematik und Sport tätig. 1997 kehrte er auf die Trainerbank zurück und übernahm den Amateurverein SV Bonlanden, zu dem er mit Ralf Vollmer und Bernd Schindler zwei ehemalige Profis der Stuttgarter Kickers lotste. Ende Mai 1998 erlag er einem Herzinfarkt.

## Erfolge als Trainer
- 1987 Deutscher Pokalfinalist mit den Stuttgarter Kickers (1:3-Niederlage gegen den Hamburger SV)